# Réaction de Kolbe
La réaction de Kolbe, appelée parfois réaction de Kolbe-Schmitt, est une réaction organique de carboxylation où le phénolate de sodium (le sel de sodium du phénol) est d'abord traité avec le dioxyde de carbone sous pression (100 atm) et à 125 °C, puis avec l'acide sulfurique,,. Le produit final est un acide hydroxybenzoïque, l'acide salicylique (acide 2-hydroxybenzoïque ou acide ortho-hydroxybenzoïque), qui est notamment un précurseur de l'acide acétylsalicylique (aspirine). Dans la réaction, il se forme aussi l'acide parahydroxybenzoïque (acide 4-hydroxybenzoïque). Les deux isomères peuvent être séparés par entraînement à la vapeur, l'ortho étant le plus volatil.